# Ковальчук Микола Станіславович
Микола Станіславович Ковальчук (нар. 16 березня 1975, Черняховськ, Калінінградська область, РРФСР) — український футболіст, нападник та півзахисник.

## Життєпис
Народився в Калінінградській області, проте футболом розпочав займатися в Україні, в «Динамо». На дорослому рівні в сезоні 1992/93 років розпочав виступати в аматорському «Динамо-3». Того ж сезону почав залучатися до тренувань другої динамівської команди. На професіональному рівні дебютував 20 серпня 1992 року в програному (1:2) виїзному поєдинку 3-о туру Першої ліги проти сумського «Автомобіліста». Микола вийшов на поле на 57-й хвилині, замінивши Андрія Зав'ялова. Через величезну конкуренцію в першій та другій динамівських командах, шансу закріпитися не отримав в жодній з них. За «Динамо» не зіграв жодного офіційного матчу, за «Динамо-2» виступав епізодично: З 1992 по 1995 рік за цю команду зіграв у першій лізі 16 матчів та відзначився 1 голом, ще 3 поєдинкуи провів у Кубку України. У пошуках ігрової практики їздив по орендах, де виступав за аматорський «Схід» (Славутич), а також за третьоліговий ЦСКА (Київ). Наприкінці серпня — на початку вересня 1996 року зіграв 3 матчі (2 голи) за «Калуш». Після цього перейшов до столичного ЦСКА. Також захищав кольори фарм-клубу «армійців» — ЦСКА-2 (Київ). Саме в складі «армійців» дебютував у Вищій лізі, 26 травня 1998 року в програному (0:2) домашньому поєдинку 26-о туру проти львівських «Карпат». Микола вийшов на поле на 85-й хвилині, замінивши Якова Кріпака. У складі ЦСКА виступав (з перервами) до 2000 року, проте переважну більшість цього часу виступав за другу команду київського клубу. За першу ж команду в чемпіонатах України зіграв лише 1 поєдинок (за ЦСКА-2 — 79 матчів та 11 голів), ще 3 матчі та 1 гол провів у Кубку України. У перерівах між виступами в ЦСКА та ЦСКА-2 виступів у «Кремені» (1997) та нікопольському «Металурзі» (1998—1999). 
У 2000 році перейшов до «Системи-Борекс» з Бородянки, проте в її складі провів лише 1 матч. Напередодні старту другої частини сезону 2000/01 перейшов до ФК «Вінниця». Дебютував у футболці городян 21 березня 2001 року в програному (3:4) виїзному поєдинку 18-о туру Першої ліги проти ФК «Черкаси». Микола вийшов на поле в стартовому складі та відіграв увесь матч, а на 72-й хвилині відзначився дебютним голом з нову команду. У складі городян у Першій лізі зіграв 14 матчів та відзначився 5-а голами.
Напередодні початку сезону 2001/02 перейшов до «Оболоні», за яку дебютував 20 серпня 2001 року в програному (0:1) виїзному поєдинку 7-о туру Першої ліги проти СК «Миколаїв». Микола вийшов на поле на 61-й хвилині, замінивши В'ячеслава Терещенка. У складі першої команди «пивоварів» зіграв 5 матчів у чемпіонаті України та 3 поєдинки в кубку країни. Також виступав зі другу команду «Оболоні» (18 матчів, 5 голів).
Сезон 2002/03 років розпочав у «Електрометалурзі-НЗФ», за який дебютував 18 квітня 2003 року в переможному (2:0) домашньому поєдинку 18-о туру групи Б Другої ліги проти «Оболоні-2». Ковальчук вийшов на поле в стартовому складі, на 32-й хвилині відзначився дебютним голом за нову команду, а на 87-й хвилині його замінив Володимир Полюганич. У футболці нікопольського клубу в Другій лізі зіграв 24 матчі та відзначився 4-а голами, ще 1 поєдинок провів у кубку України. Під час зимової перерви сезону 2003/04 перейшов до «Олкому». Дебютував за мелітопольську команду 18 квітня 2004 року в нічийному (0:0) поєдинку 20-о туру групи Б Другої ліги проти білоцерківської «Росі». Микола вийшов на поле в стартовому складі та відіграв увесь матч. Єдиним голом у складі «Олкома» відзначився 8 травня 2004 року на 63-й хвилині переможного (2:1) виїзного поєдинку 23-о туру групи Б Другої ліги проти херсонського «Кристалу». Ковальчук вийшов на поле в стартовому складі, а на 68-й хвилині його замінив Володимир Троян. У футболці «Олкома» в Другій лізі зіграв 5 матчів та відзначився 1 голом.
Того ж року виїхав до Казахстану, де підписав контракт з «Актобе-Ленто». У казахській Суперлізі дебютував 11 квітня 2004 року в переможному (1:0) домашньому поєдинку 21-о туру проти «Ясси-Сайрам». Ковальчук вийшов на поле на 77-й хвилині, замінивши Андрія Соколенка. Єдиним голом у казахському чемпіонаті відзначився 2 серпня 2004 року на 62-й хвилині переможного (3:2) домашнього поєдинку 24-о туру проти усть-каменогорського «Востока». Ковальчук вийшов на поле на 59-й хвилині, замінивши Олександра Микуляка. У складі «Актобе-Ленто» у казахській Суперлізі зіграв 12 матчів (1 гол), ще 1 поєдинок провів у кубку Казахстану.
У 2005 році повернувся до України, де підписав контракт з «Бояркою-2006». У новій команді дебютував 4 вересня 2005 року в програному (0:1) виїзному поєдинку 4-о туру групи А Другої ліги проти долинського «Нафтовика». Микола вийшов на поле в стартовому складі, а на 81-й хвилині його замінив Сергій Грона. Дебютним голом за нову команду відзначився 16 вересня 2005 року на 81-й хвилині нічийного (1:1) виїзного поєдинку 6-о туру групи А Другої ліги проти «Оболоні-2». Ковальчук вийшов на поле в стартовому складі та відіграв увесь матч. У складі «Боярки-2006» у другій лізі провів 8 матчів (2 голи). Під час зимової перерви сезону 2005/06 років вирішив завершити футбольну кар'єру.